# جورج لولین دیویس
جورج لولین دیویس (انگلیسی: George Llewelyn Davies؛ زاده ۲۰ ژوئیه ۱۸۹۳ – درگذشته ۱۵ مارس ۱۹۱۵) پسر بزرگ آرتور و سیلویا لولین دیویس بود. جورج همراه با چهار برادر کوچکترش، الهام‌بخش شخصیت‌های پیتر پن و پسران گمشده در نمایشنامهٔ جی.ام. بری بود. شخصیت آقای جورج دارلینگ به‌نام او نامگذاری شد. او در جنگ جهانی اول در عملیات کشته شد. او پسر عموی نویسندهٔ انگلیسی دافنه دوموریه بود.